# Watervrees

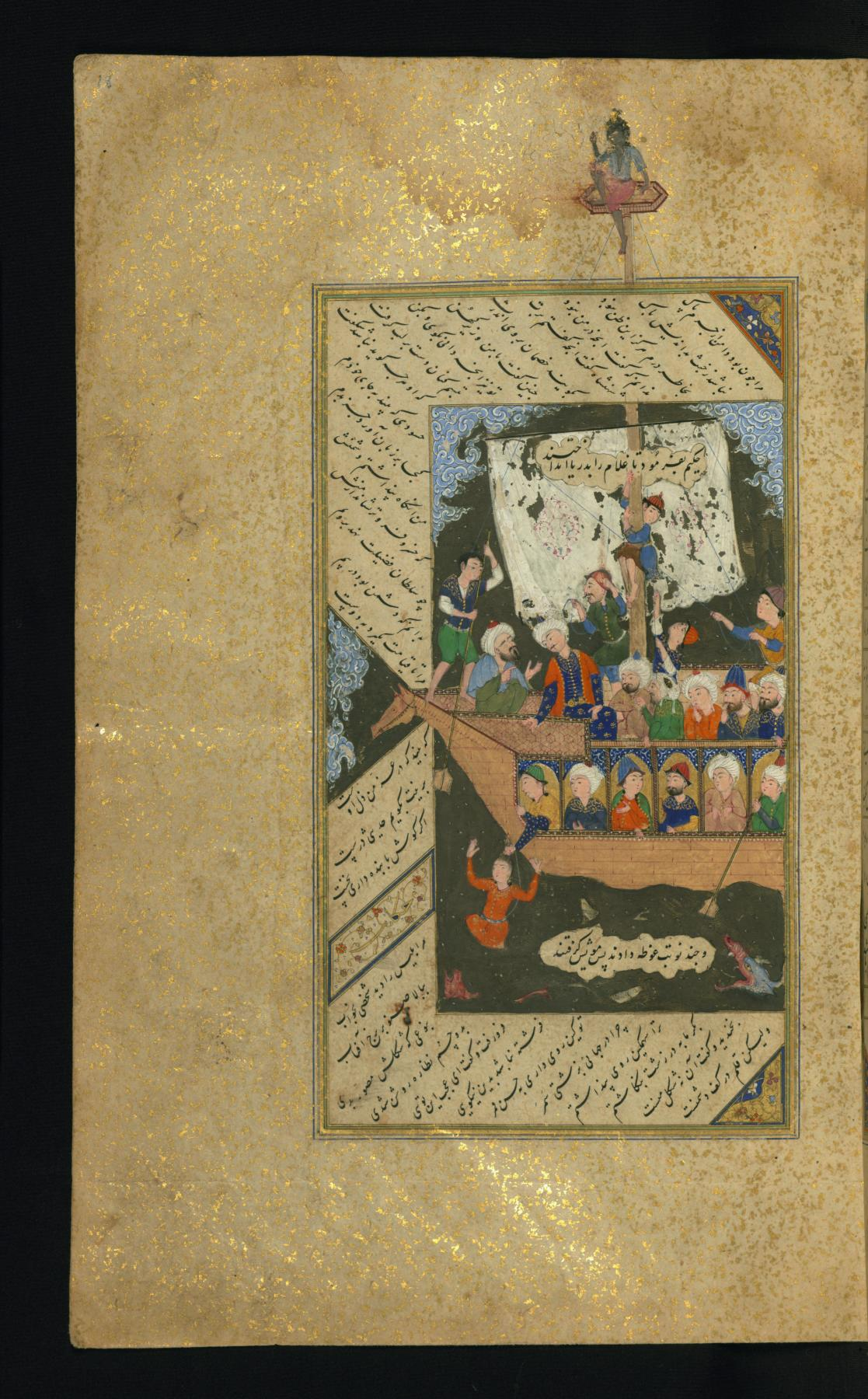
Een maagd wordt in het water gedompeld om haar van haar watervrees af te helpen. Miniatuur in een manuscript van de Perzische dichter Saadi

Watervrees (ook wel hydrofobie (Grieks "hudor" (water) + "phobos" (angst) of aquafobie (Latijn "aqua" (water) + Grieks "phobos" (angst)) is een specifieke fobie, een pathologische angst voor water, aan water gerelateerde activiteiten als zwemmen of soms andere vloeistoffen.
Vaak is het niet het water zelf dat de angst oproept (hoewel dit wel kan voorkomen), maar zijn het de gevaren die met water gepaard kunnen gaan of andere associaties. Soms kan ook het geluid van stromend water (bijvoorbeeld een kraan of een waterval) angstige gevoelens oproepen.
De term hydrofobie wordt ook gebruikt als aanduiding van een fase van hondsdolheid. Het betreft hier voornamelijk een reactie op de pijn die het slikken kan veroorzaken.
De angst voor diep water wordt dieptevrees (bathofobie) genoemd.